# Сан Салвадор де Хухуй
Сан Салвадо̀р де Хуху̀й (на испански: San Salvador de Jujuy) е град в Аржентина.

## География
Разположен е в Северозападна Аржентина. Главен град е на провинция Хухуй. Население 237 751 жители от преброяването през 2001 г.

## История
Основан е на 19 април 1592 г.

## Икономика
Транспортен и жп възел. Търговски център. Добив на олово, цинк и дървен материал.